# William Ward Burrows
William Ward Burrows, ameriški častnik marincev, * 16. januar 1768, Charleston, Južna Karolina, ZDA, † 6. marec 1805, Washington, D.C.